# Simulium oresti
Simulium oresti är en tvåvingeart som beskrevs av Vorobets 1984. Simulium oresti ingår i släktet Simulium och familjen knott. Inga underarter finns listade i Catalogue of Life.